# Ginnifer Goodwin
Ginnifer Michelle Goodwin (Memphis, 22 de maio de 1978) é uma atriz e dubladora americana, mais conhecida por seus papeis como Mary Margaret/Branca de Neve na série de sucesso da ABC Once Upon a Time, Margene Heffman na série da HBO Big Love e Rachel White no filme O Noivo da Minha Melhor Amiga.

## Biografia
Goodwin nasceu em Memphis, no estado do Tennessee. Sua mãe, Linda (nome de solteira Kantor), era doméstica até trabalhar, depois, para a FedEx e para a Apple. Seu pai, Tim Goodwin, trabalhava e era o dono de um estúdio de gravações. Goodwin mudou o seu nome de "Jennifer" para Ginnifer" para distingir o seu o nome, e para que o mesmo fosse pronunciado no seu dialeto regional. Sua irmã mais nova, Melissa Goodwin, faz animações stop motion como em Robot Chicken, onde Ginnifer apareceu também como talento vocal.
Sua mãe é judia e seu pai é descendente do país de Gales. Goodwin foi criada indo à sinagoga aos sábados e à Igreja Unitária aos domingos. Foi batizada e teve um bat mitzvah. Goodwin esteve afiliada com a North American Federation of Temple Youth, e foi um membro ativo da BBYO na comunidade judaica de Memphis, na escola St. Mary's Episcopal School em Memphis, no Tennessee. Teve a sua graduação na Lausanne Collegiate School em 1996, foi depois para Hanover College (onde tirou o curso em Teatro) durante um ano até tirar o seu Bacharelato em Belas-Artes na Universidade de Boston. Enquanto estudante da Universidade de Boston, apareceu em inúmeras curtas-metragens de alunos, e também em várias produções de teatro na faculdade e em teatros locais. Foi-lhe dado o prêmio  "Excellence In Acting: Professional Promise" pela Fundação Bette Davis. Depois do seu tempo na Universidade de Boston, estudou em Inglaterra no Instituto de Shakesperare Stratford Upon-Avon, em conjunto com a Real Companhia de Shakespeare. No ano seguinte recebeu o "Acting Shakespeare Certificate" na Real Academia de Artes Dramáticas de Londres.

## Carreira
Em 2003, a atriz protagonizou Connie Baker no filme O Sorriso de Mona Lisa, escrito por Lawrence Konner e Mark Rosenthal e dirigido por Mike Newell, estrelado também por Julia Roberts, Julia Stiles, Maggie Gyllenhaal, Kirsten Dunst, Marcia Gay Harden e Topher Grace.  
Em 2009, a atriz protagonizou Gigi no filme Ele Não Está Tão a Fim de Você, escrito por Abby Kohn e Marc Silverstein e dirigido por Ken Kwapis, estrelado também por Jennifer Aniston, Scarlett Johansson, Drew Barrymore, Ben Affleck, Jennifer Connelly, Bradley Cooper, Justin Long. Em 2007 fez uma pequena participação no filme Eu e as Mulheres como a garçonete Janey; o filme é estrelado por Adam Brody e Meg Ryan e nos Próximos Filmes ela pode entrar, no filmes da disney pictures, pixar, dreamworks animation, columbia, universal, que vem aí para o ano com o atores  Matt Damon , Jim Carrey, Cole Hauser, Tim Allen,  Mike Myers, Ben Stiller etc.
Em 2005 interpretou Vivian Cash na cinebiografia Johnny e June. Em 2010 participou da adaptação para o cinema da série de livros de Beverly Cleary Ramona and Beezus como a tia Bea das personagens título, vividas por Joey King e Selena Gomez. Também protagonizou o filme O Noivo da Minha Melhor Amiga ao lado de Kate Hudson e John Krasinski, lançado em 2011 no Brasil. A atriz também fez a voz da Coelha Judy Hopps no filme da Disney Zootopia, de 2016 (a dublagem original). 
A atriz fez o papel de Branca de Neve, na série Once Upon a Time, da ABC, e deixou a série no inicio de 2017.  

## Vida pessoal

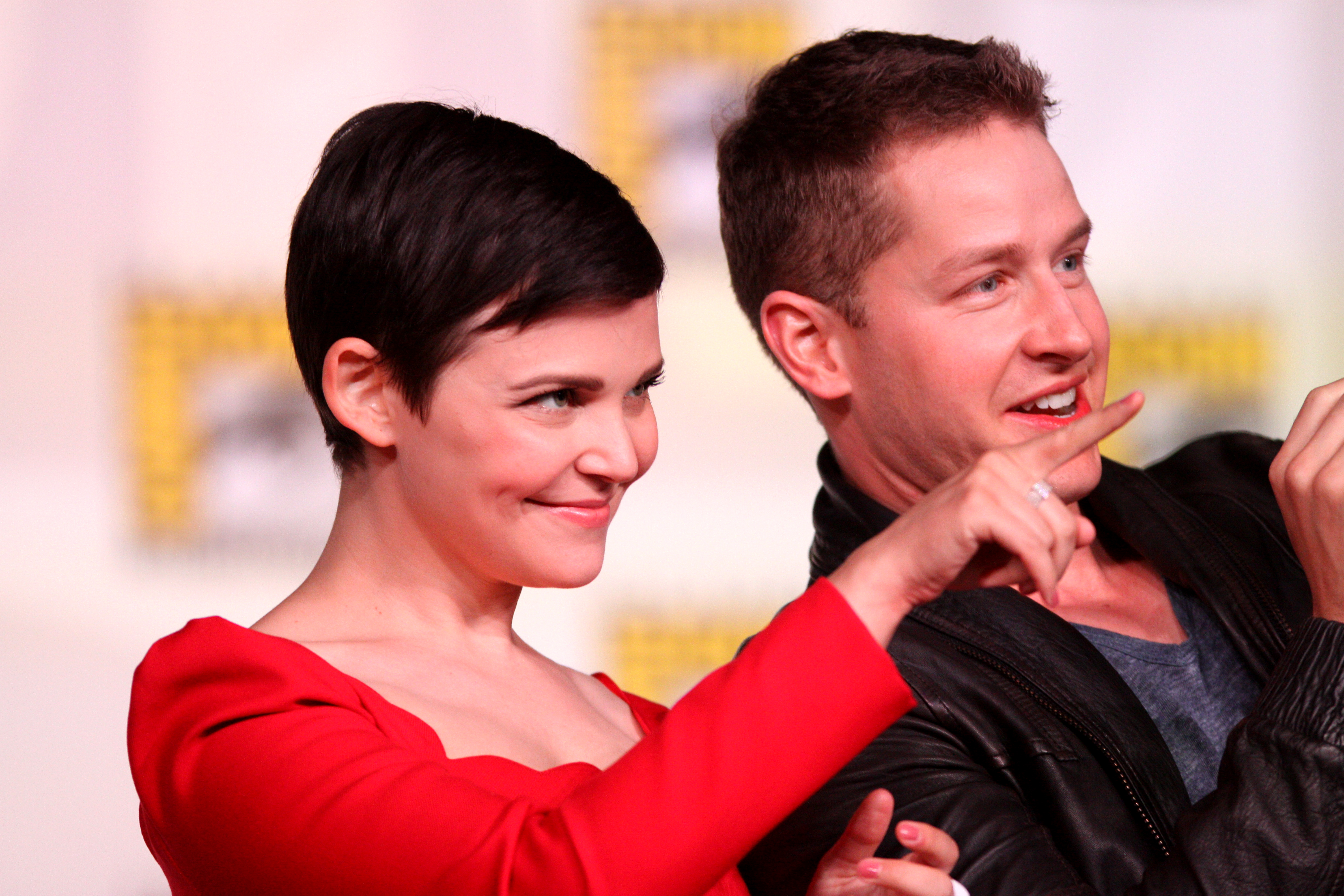
Ginnifer Goodwin e seu marido, Josh Dallas.

Em Outubro de 2013, Goodwin anunciou seu noivado com Josh Dallas, e em novembro anunciou estar grávida de seu primeiro filho. Casou-se em 12 de abril de 2014. No dia 29 de maio de 2014, deu à luz seu primogênito, Oliver Finlay Dallas. Anunciou sua segunda gravidez no dia 17 de novembro de 2015 e teve seu segundo filho, Hugo Wilson Dallas, dia 1 de junho de 2016.

## Filmografia
| Ano             | Título                        | Título em português                                        | Papel                                    | Obs.                                                              |
| --------------- | ----------------------------- | ---------------------------------------------------------- | ---------------------------------------- | ----------------------------------------------------------------- |
| 2001            | Law & Order                   |                                                            | Erica                                    | Episódio: "Myth of Fingerprints"                                  |
| 2001–2004       | Ed                            |                                                            | Diane Snyder                             | 25 episódios                                                      |
| 2002            | Porn 'n Chicken               |                                                            | Maya                                     | Filme para a TV                                                   |
| 2003            | Mona Lisa Smile               | br/pt: O Sorriso de Mona Lisa                              | Connie Baker                             | Coadjuvante                                                       |
| 2004            | Win a Date with Tad Hamilton! | br: Um Encontro com seu Ídolo pt: O Ídolo dos meus Sonhos! | Cathy Feely                              | Coadjuvante                                                       |
| 2005            | Walk the Line                 | br: Johnny e June                                          | Vivian Cash                              |                                                                   |
| 2005            | Robot Chicken                 | br: Frango Robô                                            | Diversas vozes                           | 7 episódios                                                       |
| 2006            | Love Comes to the Executioner |                                                            | Dori Dumchovic                           |                                                                   |
| 2006–2011       | Big Love                      | br: Amor Imenso                                            | Margene Heffman                          | 53 episódios                                                      |
| 2007            | In the Land of Women          | br: Eu e as Mulheres pt: No Mundo Das Mulheres             | Janey                                    |                                                                   |
| 2007            | Day Zero                      |                                                            | Molly Rifkin                             |                                                                   |
| 2008            | Birds of America              |                                                            | Ida                                      |                                                                   |
| 2009            | He's Just Not That Into You   | br/pt: Ele não está tão afim de você                       | Gigi Phillips                            | Protagonista                                                      |
| 2009            | A Single Man                  | br: Direito de Amar pt: Um Homem Singular                  | Sra. Strunk                              |                                                                   |
| 2010            | Ramona and Beezus             |                                                            | Tia Bea                                  |                                                                   |
| 2011            | Something Borrowed            | br: O Noivo da Minha Melhor Amiga                          | Rachel White                             | Protagonista                                                      |
| 2011–2017, 2018 | Once Upon A Time              | br/pt: Era Uma Vez                                         | Mary Margaret Blanchard / Branca de Neve | Protagonista (1ª-6ª Temporada) Participação especial 7ª Temporada |
| 2013            | Killing Kennedy               |                                                            | Jacqueline "Jackie" Kennedy              |                                                                   |
| 2016            | Zootopia                      | br: Zootopia pt: Zootrópolis                               | Judy Hopps (voz)                         | Protagonista                                                      |
| 2019            | Why Women Kill                | Por que as Mulheres Matam                                  | Beth Ann Stanton                         | Protagonista                                                      |
| 2025            | Zootopia 2                    |                                                            | Judy Hopps (voz)                         | Protagonista                                                      |